# Peugeot J9
De Peugeot J9 is een bestelwagen van de Franse autofabrikant Peugeot die van 1980 tot 1991 werd gebouwd. De J9 was de laatste Franse frontstuur-bestelwagen (met de cabine boven de motor). Het model werd van 1981 tot 2010 ook in Turkije in licentie vervaardigd door Karsan.

## Geschiedenis
De voorganger van de J9 was de Peugeot J7. Na een technische herziening en modernisering van de carrosserie werd de productie voortgezet als J9, uiterlijk herkenbaar aan de zwarte bumpers, grotere achterlichten, een schuifdeur opzij en een gewijzigd dak. De J9 werd geleverd in verschillende hoogtes en lengtes met een toegestane totale massa variërend van 3,1 tot 3,5 ton.
Bij de introductie waren vier motoren beschikbaar: 1618 cc of 1971 cc benzinemotoren en 2122 cc of 2304 cc dieselmotoren, afkomstig uit de Peugeot 504. Later werd in de J9 ook de 2498 cc dieselmotor uit de 505 leverbaar. De J9 had schijfremmen voor en trommelremmen achter.
De versnellingsbak was afgeleid van die van de J7, maar de langere overbrengingsverhoudingen verlaagden het brandstofverbruik. In 1987 werd een 5-versnellingsbak standaard. Om de prestaties te behouden, kregen de chassis-cabine en verlengde varianten een verkorte overbrengingsverhouding. Qua uitrusting werd het dashboard vernieuwd.
In 1991 werd de J9 opgevolgd door de grotere tonnage-versies van de J5 en later de Boxer.

### Turkse productie

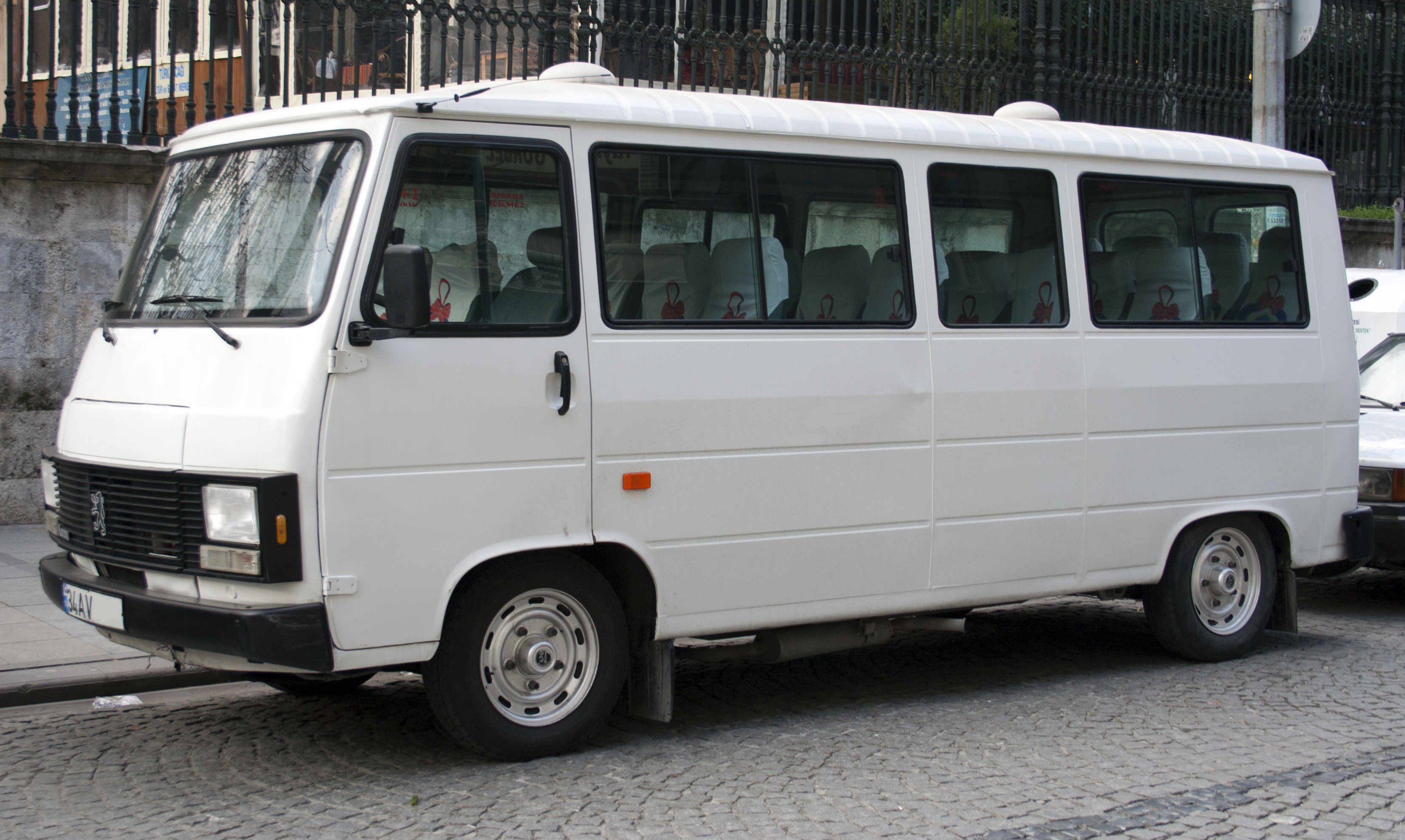
1991-2006 Peugeot J9 facelift (Karsan)

Lang na het einde van de productie in Frankrijk werd de J9 nog steeds in licentie vervaardigd door Karsan in Turkije. Deze werd gefacelift in 1991 en in 2006 bracht Karsan de gerestylde Karsan J9 Premier uit.
De productie eindigde in 2010 toen de J9 werd vervangen door de nauw verwante Karsan J10.
In productie: 208 · e-208 · 301· 308 · 508 · 1007 · 2008 · 3008 · 5008 · Boxer · Expert · Partner

Niet meer geproduceerd: 104 · 106 · 107 · 108 · 
201 · 202 ·
203 · 204 ·
205 ·
206 · 206 CC ·
207 · 207 CC ·
301 · 302 ·
304 · 305 · 306 · 307 · 309 · 
401 · 402 · 
403 · 404 · 405 · 406 · 407 · 4007 ·
504 · 505 · 
604 · 605 · 607 · 
806 · 807 · iOn · 
J4 · J5 · J7 · J9 · Bipper ·
D3A · D4A · RCZ

Prototypes: 907 · 908 RC · 916 · Proxima · Oxia · EX1 · e-Legend

Historische modellen: Type 1 · Type 2 · Type 3 · Type 4 · Type 5